# The Walt Disney Company
The Walt Disney Company, skraćeno Disney, jedna je od najvećih svjetskih medijskih i produkcijskih kuća zabavnog programa. Sve je počelo 1923. kada su Walt Disney i njegov brat Roy Oliver Disney osnovali Disney Brothers Cartoon Studio. Od 1930. pa do 1986. korišteno je ime Walt Disney Productions.
Disney Enterprises Inc. je podružnica The Walt Disney Company.

## Podjela
The Walt Disney Company sastoji se od filmskih i glazbenih studija, distribucijskih i televizijskih kuća, parkova i odmarališta diljem svijeta.
- Filmski studiji: Walt Disney Pictures, Touchstone Pictures, Hollywood Pictures, Miramax Films i Dimension Films.
- Glazbeni studiji: Walt Disney Records, Mammoth Records, Lyric Street Records i Hollywood Records.
- Distribucijske kuće: Buena Vista International i Buena Vista Home Entertainment.
- Televizijske kuće: ABC, ESPN, Disney Channel, Lifetime i A&E.

## Vanjske poveznice
- http://disney.com/  Arhivirana inačica izvorne stranice od 28. listopada 2021. (Wayback Machine)
- http://disneyworld.disney.go.com/